# Pomponia Cecilia Attica
Pomponia Cecilia Attica o Cecilia Pomponia Attica (in latino Pomponia Caecilia Attica; 51 a.C.) è stata una nobildonna romana.

## Origini familiari
Pomponia nacque da Tito Pomponio Attico, un eques amico di Cicerone, e da Cecilia Pilia, figlia di un certo Pilio e nipote materna del triumviro Marco Licinio Crasso. Attico e Pilia si sposarono il 12 febbraio del 56 a.C., quando lui aveva 53 anni, e lei morì dopo 12 anni di matrimonio. La zia paterna di Pomponia, sua omonima, sposò il fratello di Cicerone, Quinto, intorno al 70 a.C. Pomponia ebbe anche un fratello maggiore chiamato come il padre, Tito Pomponio Attico.
Il padre fu in seguito adottato dallo zio, Quinto Cecilio Metello, e cambiò quindi il suo nome in Quinto Cecilio Pomponiano Attico e il nome originale di Pomponia cambiò da Pomponia Attica in Cecilia Attica.

## Biografia
Pomponia nacque nel 51 a.C. e, quando era ancora una ragazza, fu data in sposa a Marco Vipsanio Agrippa, un amico del padre. Da questo matrimonio, nel 36 a.C., nacquero due figlie, Vipsania Agrippina, che fu data in sposa a Tiberio Claudio Nerone, e Vipsania Attica. Nel 28 a.C. Agrippa si risposò con Claudia Marcella maggiore ma non si sa se Attica fosse morta o se i due avessero semplicemente divorziato.